# سادیاتس
سادیاتس (به یونانی: Σαδυάττης) پسر آردیس و سومین پادشاه لیدیه از سلسله مرمناد در میانه سال‌های ۶۳۷ تا ۶۳۵ پیش از میلاد بود.

## سلطنت
سلطنت سادیاتس حتی کوتاه‌تر از سلطنت پدرش آردیس بود، اگرچه هرودوت ادعا می‌کرد که آردیس دوازده سال حکومت کرده‌است، تخمین‌های امروزی به او سلطنت بسیار کوتاه‌تری را (حدودا ۲ سال) نسبت می‌دهد. در مورد دوران سلطنت سادیاتس اطلاعات زیادی در دست نیست، جز اینکه او جنگی را با شهر یونانی میلِتوس آغاز کرد.
سادیاتس در سال ۶۳۵ پیش از میلاد درگذشت و پسرش الیاتس جانشین او شد که توانست لیدیه را به یک پادشاهی قدرتمند تبدیل کند. این احتمال وجود دارد که سادیاتس هم مانند پدربزرگش ژیگس و شاید هم پدرش آردیس در جنگ با کیمری‌ها کشته شده باشد. پس از او پسرش الیاتس به جنگ علیه میلِتوس ادامه داد.